# Відкритий чемпіонат США з тенісу 1970
Відкритий чемпіонат США з тенісу 1970 проходив з 2 вересня по 13 вересня 1970 року на трав'яних кортах  району  Форрест-Гіллс, Квінз. Нью-Йорк . Це був четвертий турнір Великого шолома календарного року. 

## Огляд подій та досягнень
Уперше на турнірі було запроваджено тайбрейк. Розігрувався він за форматом, дещо відмінним від сучасного - до 5 очок з раптовою смертю за рахунку 4-4. Тенісистам нововведення не сподобалося, але глядачі були задоволені. 
У чоловічому одиночному розряді Кен Роузволл виграв свій шостий турнір Великого шолома й другий у Відкриту еру. Чемпіоном США він теж став удруге, і ця звитяга залишилася для нього останньою. 
У жінок Маргарет Корт завершила календарний великий шолом, тобто виграла всі турніри Великого шолома протягом календарного року. Це досягнення повторить ще Штеффі Граф 1988 року. Загалом це був для Корт 20-ий одиночний титул Великого шолома, 7-ий у Відкриту еру й 4-ий на нью-йоркських кортах.

## Результати фінальних матчів

### Дорослі
| Одиночний розряд. Чоловіки Детальніше |                                   |                         |
| Кен Роузволл                          | Тоні Роч                          | 2–6, 6–4, 7–6(5–2), 6–3 |
|                                       |                                   |                         |
| Одиночний розряд. Жінки Детальніше    |                                   |                         |
| Маргарет Корт                         | Розмарі Касалс                    | 6–2, 2–6, 6–1           |
|                                       |                                   |                         |
| Парний розряд. Чоловіки Детальніше    |                                   |                         |
| П'єр Бартес Нікола Пилич              | Рой Емерсон Род Лейвер            | 6–3, 7–6, 4–6, 7–6      |
|                                       |                                   |                         |
| Парний розряд. Жінки Детальніше       |                                   |                         |
| Маргарет Корт Джуді Тегарт Далтон     | Розмарі Касалс Вірджинія Вейд     | 6–3, 6–4                |
|                                       |                                   |                         |
| Мікст Детальніше                      |                                   |                         |
| Маргарет Корт Марті Ріссен            | Джуді Тегарт Далтон Фрю Макміллан | 6–4, 6–4                |
|                                       |                                   |                         |

## Виноски
1. ↑  Відкритий чемпіонат США з тенісу 1970, чоловіки, одиночний розряд. ATP. Архів оригіналу за 16 грудня 2019. Процитовано 18 серпня 2018.
2. 1 2 3  1970 US Open (PDF). WTA. Архів оригіналу (PDF) за 3 травня 2014. Процитовано 18 серпня 2018.
3. ↑  1970 US Open – Men's Doubles. ATP. Архів оригіналу за 7 квітня 2014. Процитовано 18 серпня 2018.